# Pirrolisina
A Pirrolisina (abreviada como Pyl ou O) é um dos aminoácidos de ocorrência natural, codificados pelo código genético, usado por  algumas archaea metanogênicas e uma bactéria conhecida, em enzimas que fazem parte de seu metabolismo de produção de metano.